# Heidewanderer
Der Heidewanderer ist eine deutsche Heimatzeitschrift. Er gehört zu den ältesten noch regelmäßig erscheinenden heimatgeschichtlichen Periodika in Deutschland und erscheint wöchentlich sonnabends als Beilage zur Allgemeinen Zeitung der Lüneburger Heide in Uelzen.

## Aufbau der Zeitschrift
Im Heidewanderer sind u. a. folgende Beiträge zu lesen:
- Orts- und Landesgeschichte, insbesondere der Gemeinden im Landkreis Uelzen
- Sozialgeschichte in Stadt und Land, besonders auch ländlich/bäuerlicher Strukturen
- Vor- und Frühgeschichte
- Stadtarchäologie Uelzen
- Siedlungsgeschichte der Langobarden an der Niederelbe
- Buchbesprechungen[2]

Im Stadtarchiv bzw. der Stadtbücherei Uelzen kann man den Heidewanderer einsehen.
Er wird auch in Fachpublikationen zitiert.